# Гададхара Даса
Гададха́ра Да́са Госва́ми (IAST: Gadādhara Dāsa Gosvāmī) — кришнаитский святой, живший в Бенгалии в XVI веке. Был одним из сподвижников Чайтаньи и Нитьянанды. В гаудия-вайшнавизме, Гададхара считается объединённым воплощением двух гопи: Чандраканти (экспансии сияния Радхи) и Пурнананды (экспансии одной из спутниц Баларамы). Таким образом, Гададхара был близким спутником как Чайтаньи (который был воплощением Радхи и Кришны), так и Нитьянанды (воплощения Баларамы). Кришнадаса Кавираджа описывает Чайтанью как «обладающего чувствами и сиянием тела Радхи». Гададхара Даса был воплощением этого сияния. Гададхару также называют «олицетворением божественного излучения» Радхи. Описывается, что путешествуя и проповедуя с Нитянандой, Гададхара временами начинал действовать и говорить, как гопи: например, поставив глиняный горшок с водой Ганги на голову, как это делают гопи, он ходил по берегу реки и предлагал всем встречным купить йогурт или молоко.
Гададхара был одним из главных проповедников Нитьянанды в Бенгалии, обратив там в гаудия-вайшнавизм большое количество людей. Описывается, что однажды, переполненный чистой любовью к Кришне, Гададхара начал танцевать как безумный, и воспевать имена Кришны перед резиденцией мусульманского наместника в Бенгалии. Разгневанный наместник выскочил из своего дома, намереваясь наказать Гададхару за «нарушение общественного порядка», но при виде изумительно привлекательной формы находившегося в духовном экстазе Гададхары, гнев оставил его. Гададхара тут же с любовью обнял наместника и объявил ему, что Чайтанья и Нитьянанда пришли с миссией затопить весь мир божественной любовью и освободить всех, распространяя повсюду «сладчайший нектар святого имени Кришны». Гададхара предложил наместнику немедля начать воспевать сладкое имя Кришны, способное разрушить все грехи и очистить существование. С этого дня, наместник стал последователем движения Чайтаньи и принял Гададхару как своего гуру.
В области 64 самадхи во Вриндаване находится пушпа-самадхи Гададхары. В честь первой годовщины смерти Гададхары, Шриниваса Ачарья устроил пышный фестиваль, положивший начало консолидации бенгальских вайшнавов того времени.